# Isztyra
Isztyra (ros. Иштыра) – wieś (dieriewnia) w Rosji, w Mari El, w rejonie parańgińskim. W 2010 liczyła 218 mieszkańców.